# Gypsophila elymaitica
Gypsophila elymaitica är en nejlikväxtart som beskrevs av Mozaff. Gypsophila elymaitica ingår i släktet slöjor, och familjen nejlikväxter. Inga underarter finns listade i Catalogue of Life.